# Kamenovo, Sliven
Kamenovo (în bulgară Каменово) este un sat în comuna Nova Zagora, regiunea Sliven,  Bulgaria. 

## Demografie
Componența etnică a satului Kamenovo
     Bulgari (96,63%)
     Nicio identificare (2,07%)
     Altele (1,29%)
La recensământul din 2011, populația satului Kamenovo era de 386 locuitori. Din punct de vedere etnic, majoritatea locuitorilor (96,63%) erau bulgari. Pentru 2,07% din locuitori nu este cunoscută apartenența etnică.